# Hypotrachyna stictifera
Hypotrachyna stictifera är en lavart som beskrevs av Kurok. & K. H. Moon. Hypotrachyna stictifera ingår i släktet Hypotrachyna och familjen Parmeliaceae.   Inga underarter finns listade i Catalogue of Life.